# Polejaïevskaïa (métro de Moscou)
Polejaïevskaïa (en russe : Полежа́евская et en anglais : Polezhayevskaya) est une station de la ligne Tagansko-Krasnopresnenskaïa (ligne 7 mauve) du métro de Moscou, située sur le territoire du raïon Khorochiovski dans le district administratif nord de Moscou.

## Situation sur le réseau
Établie en souterrain, à 10 mètres sous le niveau du sol, la station Polejaïevskaïa est située au point 084+63 de la ligne Tagansko-Krasnopresnenskaïa (ligne 7 mauve), entre les stations Oktiabrskoïe Pole (en direction de Planernaïa) et Begovaïa (en direction de Kotelniki).
La station possède deux quais centraux, la voie une dessert les deux quais et une voie en impasse dessert l'extérieur du deuxième quai et s'embranche sur la voie 1 à la sortie de la station en direction de Begovaïa.